# Doug Robb
Douglas Seann Robb, detto Doug (Agoura Hills, 2 gennaio 1975), è un cantautore e musicista statunitense, cofondatore del gruppo musicale statunitense Hoobastank.

## Biografia
Robb è di origine scozzese per il padre e di origine giapponese per la madre. È diplomato all'Agoura High School, la stessa scuola frequentata anche da alcuni membri del gruppo alternative rock Linkin Park quali Mike Shinoda, Brad Delson e Rob Bourdon.
Ha due fratelli, David e James, il primo è capo disegnatore alla BMW Motorcycles a Monaco, Germania, mentre il secondo ha lavorato come tecnico del suono e come produttore televisivo e cinematografico.

## Gli inizi
Robb iniziò a suonare la chitarra da ragazzino, fin dall'età di tredici anni. Conobbe il chitarrista Dan Estrin (futuro cofondatore del gruppo degli Hoobastank) durante una competizione musicale di giovani band organizzato nella città natale di Agoura Hills, dove la sua band eseguì una cover di una canzone della rock band statunitense Alice in Chains.
Decisi a formare una nuova band, pubblicano un annuncio nel giornale locale cercando un batterista, al quale rispose Chris Hesse. Al basso infine si aggiunse Markku Lappalainen, amico di vecchia data di Estrin.

## Vita privata
Robb è sposato dal 2 agosto 2008 con Christiana Lund, cantante della band Shorty 101.